# 히비키나다

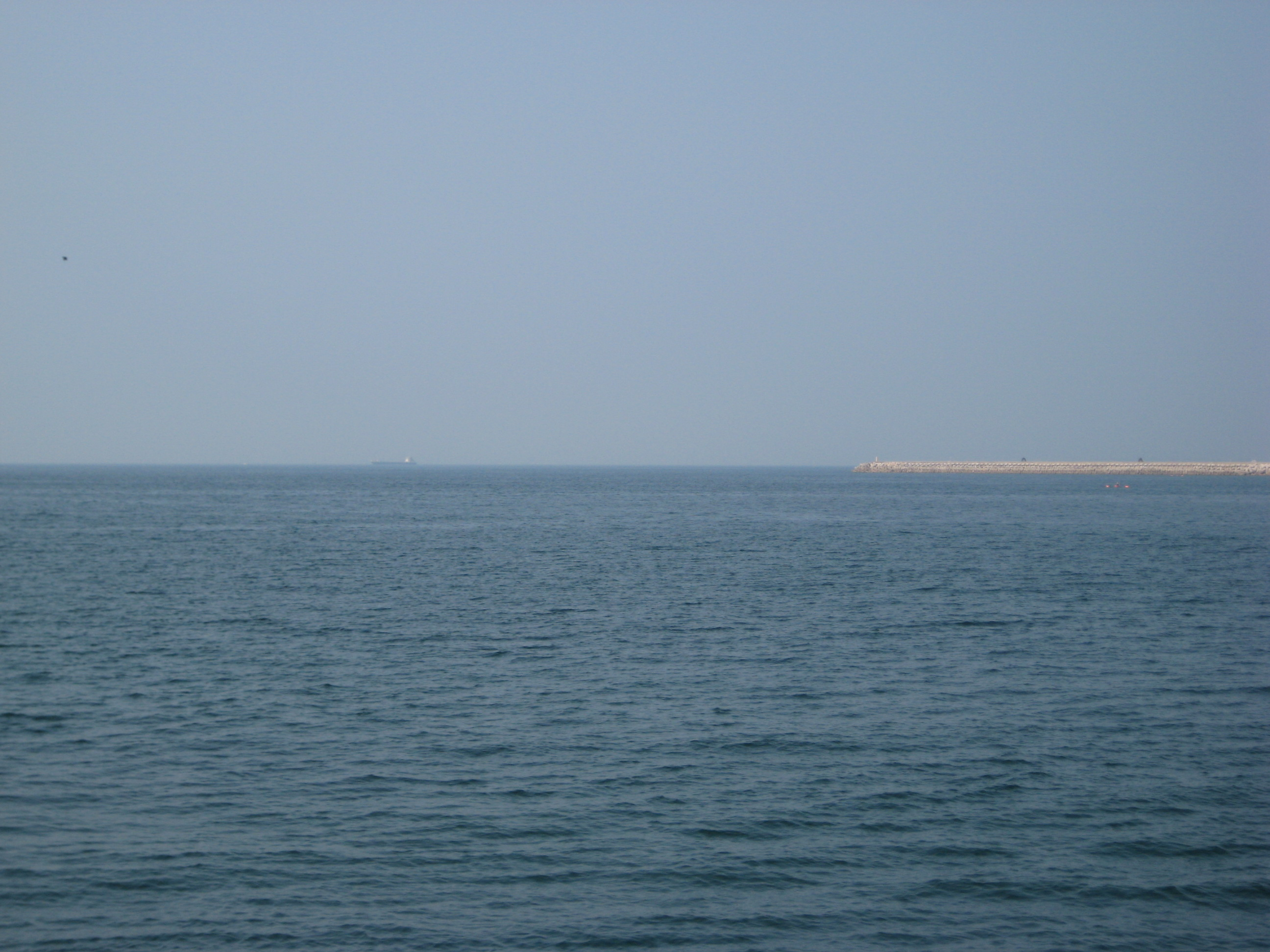
히비키나다

히비키나다(일본어: 響灘)는 간몬 해협의 서쪽에 펼쳐진 해역이다. 북동쪽은 동해에 이어지며, 서쪽으로는 겐카이나다가 인접해있다. 현대 일본의 일반적인 정의는 야마구치현 나가토시의 가와지리 곳에서 간몬 해협 서쪽을 거쳐 후쿠오카현 무나카타시의 가네 곶, 오 섬에 이르는 해역을 가리킨다.